# Melinis subglabra
Melinis subglabra är en gräsart som beskrevs av Carl Christian Mez. Melinis subglabra ingår i släktet Melinis och familjen gräs. Inga underarter finns listade i Catalogue of Life.